# کاموند
کاموند (به مجاری:  Kamond) یک شهرداری در مجارستان است که در وسپرم واقع شده‌است. کاموند ۲۰٫۵ کیلومتر مربع مساحت و ۴۵۰ نفر جمعیت دارد.